# Syllitus bellulus
Syllitus bellulus är en skalbaggsart som beskrevs av Mckeown 1937. Syllitus bellulus ingår i släktet Syllitus och familjen långhorningar. Inga underarter finns listade i Catalogue of Life.